# Вычислительное мышление

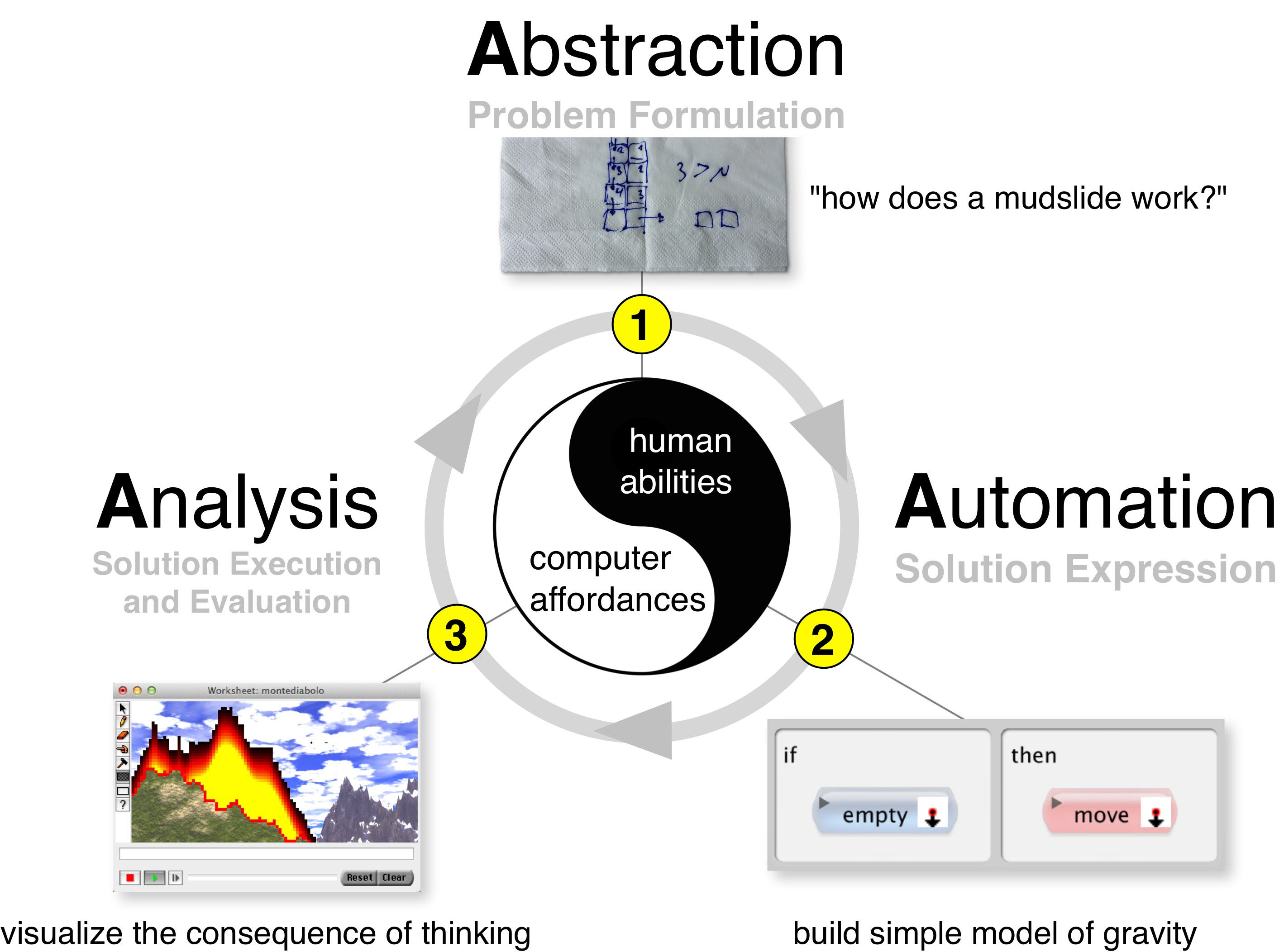
Три этапа процесса («ААА процесса ВМ»), описывающие вычислительное мышление

Вычислительное мышление — мыслительные процессы, участвующие в постановке проблем и представлении их решения в форме, которая может быть эффективно реализована с помощью человека или компьютера.
Еще одна характеристика вычислительного мышления — итерационный процесс, основанный на трех этапах (изображённых на схеме процесса вычислительного мышления AAA справа):
1. Абстракция: формулировка проблемы;
2. Автоматизация: представление решения;
3. Анализ: исполнение и оценка решения.

История вычислительного мышления восходит, по крайней мере, к 1950-м годам, но большинство идей гораздо старше. Термин вычислительное мышление был впервые использован Сеймуром Пейпертом в 1980 году и снова в 1996 году. Вычислительное мышление может быть использовано для алгоритмического решения сложных масштабных проблем и часто используется для реализации значительных улучшений эффективности.

## Общее представление
Характеристиками, определяющими вычислительное мышление, являются декомпозиция, определение шаблонов/представление данных, обобщение/абстрагирование и алгоритмы. Общее решение получается путём декомпозиции проблемы, определения переменных, связанных с представлением используемых данных и созданием алгоритмов. Общее решение — это абстракция или обобщение, которое может быть использовано для решения множества инвариантов исходной проблемы.
Широкое использование термина вычислительное мышление началось с одноимённой работы профессора Корнеллского университета (США) Жаннетты Винг. В статье высказывается предположение, что вычислительное мышление является фундаментальным навыком для всех, а не только для специалистов, и аргументируется важность интеграции вычислительных идей в другие дисциплины.

## Вычислительное мышление в образовании
Жаннета Винг предполагала, что вычислительное мышление станет неотъемлемой частью образования каждого ребенка. В настоящее время вычислительное мышление широко определяется как набор когнитивных навыков и способов решения проблем, которые включают (но которыми не ограничиваются) следующие характеристики:
- Использование абстракций и определение шаблонов для представления проблемы новыми и разными способами.
- Логическая организация и анализ данных.
- Разбиение проблемы на более мелкие части.
- Подход к проблеме с использованием алгоритмических приёмов таких, как циклы, символьное представление и логические операции.
- Представление проблемы в виде ряда упорядоченных шагов (алгоритмическое мышление).
- Выявление, анализ и реализация возможных решений с целью достижения наиболее эффективного и результативного сочетания шагов и ресурсов.
- Обобщение процесса решения одной проблемы на широкий спектр схожих задач.

В настоящее время интеграция вычислительного мышления в учебную программу K-12 происходит в двух формах: на уроках информатики непосредственно или через использование и оценку методов вычислительного мышления в других предметах. Преподаватели в области естественных наук, технологии, инженерии и математики (STEM) нацеливают классы на использование вычислительного мышления, позволяют ученикам практиковать навыки решения проблем.

## Критика
Понятие вычислительного мышления было подвергнуто критике как слишком расплывчатое, так как редко становится ясно, чем оно отличается от других форм мышления. Некоторые ученые в области компьютерных наук беспокоятся о продвижении вычислительного мышления в качестве замены более широкого образования в сфере информатики, поскольку вычислительное мышление представляет собой лишь одну небольшую часть этой области. Другие обеспокоены тем, что акцент на вычислительном мышлении побуждает ученых в области компьютерных наук сужать обсуждение решаемых ими проблем, избегая тем самым обсуждения социальных, этических и экологических последствий для технологии, которую они создают.